# Jarawa

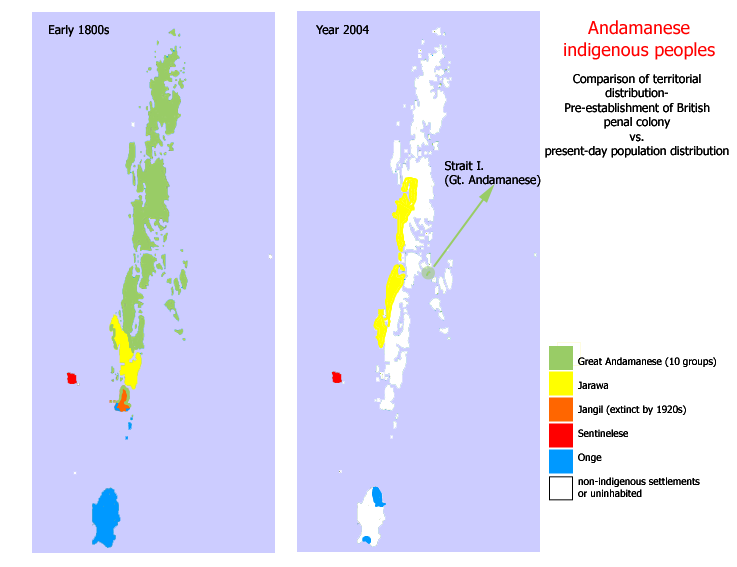
Distribuzione dei popoli indigeni nelle isole Andamane nel 1800 ed oggi

Gli Jarawa (anche Järawa, Jarwa) sono un popolo nomade di cacciatori e raccoglitori delle Isole Andamane, in India.

## Storia
Si pensa che vivano nelle isole da circa 60.000 anni e che molto probabilmente i loro antenati hanno preso parte alle prime migrazioni compiute dall'Umanità fuori dal continente africano. Hanno contatti pacifici con l'esterno solo dal 1998 e, per questo, rischiano di essere decimati dalle malattie portate dai forestieri, verso cui hanno basse difese immunitarie. Secondo un censimento indiano del 2011, si stima che la popolazione si aggiri attorno ai 380 individui.

## Il problema dei "safari umani"
Ogni giorno migliaia di turisti viaggiano lungo la Andaman Trunk Road, la strada che attraversa la riserva, per cercare di avvistare i membri della tribù. Di fatto, gli Jarawa vengono trattati come animali in un parco safari. Sono stati persino documentati casi di indigeni costretti a danzare in cambio di dolciumi. Oltre a ledere la loro dignità, il passaggio dei turisti lungo la strada rappresenta un grave rischio sanitario per gli indigeni, che possiedono basse difese immunitarie.
A seguito della campagna di Survival International, che per prima ha denunciato questo fenomeno nel 2010, sia le Nazioni Unite che il Ministro indiano agli Affari Indigeni hanno condannato i "safari umani" e chiesto la chiusura della Andaman Trunk Road, ma le autorità locali si sono mostrate sorde e la strada rimane aperta. La campagna di Survival, il movimento mondiale per i diritti dei popoli indigeni, continua tuttora: nell'aprile 2013 ha chiesto ai turisti di non viaggiare nelle isole fino a quando non sarà posta fine alla pratica degradante dei “safari umani” nella terra degli indigeni Jarawa.